# Polish Botanical Journal
Polish Botanical Journal (abreviado Polish Bot. J.) es una revista con ilustraciones y descripciones botánicas que es editada en Cracovia desde el año 2001. Fue precedida por Fragmenta Floristica et Geobotanica.